# ロスト・ラヴ
ロスト・ラヴ (Lost Love、別名:Baby Please)は、リズム・アンド・ブルース・シンガー、ソングライターのパーシー・メイフィールドが作詞・作曲し、レコーディングした楽曲。1951年にスペシャルティ・レコードよりメイフィールドの2枚目のシングルとしてリリースされ、R&Bチャート2位を獲得した。

## 概要
メイフィールドは1950年にマックスウェル・デイヴィスとレコーディングし、スペシャルティ・レコードからリリースとなった最初のバージョンがシングル・ヒットしたのち、1962年にレイ・チャールズのレーベル、タンジェリン・レコードでも再演している。そちらのバージョンにはレイを始め、ハンク・クロフォード、デイヴィッド・ニューマンという錚々たるメンバーが参加した。このバージョンは翌1963年にやはりスペシャルティの再演「リヴァーズ・インヴィテーション」のB面としてシングル・リリースとなったものの、チャート入りすることはなかった。再演盤は、よりブルース・フィーリングに溢れたアレンジ、演奏となっている。
メジャー・キーのスロー・ブルースであり、愛する人に戻ってくるように懇願する失恋の歌である。その気持ちを自らを囚人に例えて表現している：
ベイビーお願いだ、お願いだから戻ってきておくれ
ベイビーお願いだ、お願いだから戻ってきておくれ
俺は囚われの身だ
解き放たれるためにはお前の愛が必要なんだ

## シングル

### スペシャルティ盤 (1950年録音)
| 年     | 曲名                            | レーベル名 | レコードNo. | 最高位       | 最高位  |
| 年     | 曲名                            | レーベル名 | レコードNo. | 米国ポップス | 米国R&B |
| ------ | ------------------------------- | ---------- | ----------- | ------------ | ------- |
| 1950年 | A: Lost Love B: Life Is Suicide | Specialty  | 390         | —            | 2 —     |

### タンジェリン盤 (1962年録音)
| 年     | 曲名                                 | レーベル名 | レコードNo. | 最高位       | 最高位  |
| 年     | 曲名                                 | レーベル名 | レコードNo. | 米国ポップス | 米国R&B |
| ------ | ------------------------------------ | ---------- | ----------- | ------------ | ------- |
| 1963年 | A: River's Invitation B: Baby Please | Tangerine  | 45-TRC-931  | —            | —       |

## 参加ミュージシャン

### スペシャルティ盤 (1950年録音)
- Percy Mayfield パーシー・メイフィールド - vocals
- Maxwell Davis マックスウェル・デイヴィス - tenor saxophone
- Jack McVea ジャック・マクヴィー - tenor saxophone
- Charles Walker チャールズ・ウォーカー - baritone saxophone
- Lee Wesley Jones リー・ウェズリー・ジョーンズ - piano
- Gene Phillips ジーン・フィリップス - guitar
- Red Callendar レッド・カレンダー - bass
- Lee Young リー・ヤング - drums

### タンジェリン盤 (1962年録音)
- Percy Mayfield パーシー・メイフィールド - vocals
- Hank Crawford ハンク・クロフォード - alto saxophone
- David "Fathead" Newman デイヴィッド・"ファットヘッド"・ニューマン - tenor saxophone
- Ray Charles レイ・チャールズ - piano, organ
- Sonny Forriest ソニー・フォリエスト - guitar

## 主なカバー
| 年     | アーティスト名           | 収録アルバム                                            |
| ------ | ------------------------ | ------------------------------------------------------- |
| 1967年 | ジュニア・パーカー       | シングル (Mercury 72620)                                |
| 1983年 | ケイティー・ウェブスター | 『200% Joy』                                            |
| 1987年 | スヌークス・イーグリン   | 『Baby, You Can Get Your Gun!』                         |
| 1989年 | ジョニー・アダムズ       | 『Walking on a Tightrope: The Songs Of Percy Mayfield』 |
| 1994年 | リトル・ミルトン         | 『I'm A Gambler』                                       |
| 2003年 | アルバート・キング       | 『Live 69』                                             |
| 2005年 | ファイニス・タスビー     | 『What My Blues Are All About』                         |